# Arrondissement de Landeshut-en-Silésie

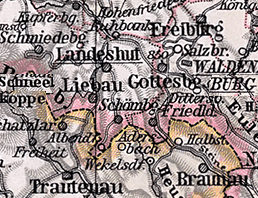
L'arrondissement de Landeshut aux frontières de 1818 à 1932

L'arrondissement de Landeshut-en-Silésie est un arrondissement prussien de Silésie qui existe de 1818 à 1945. Le siège de l'arrondissement se trouve dans la ville de Landeshut-en-Silésie.

## Histoire

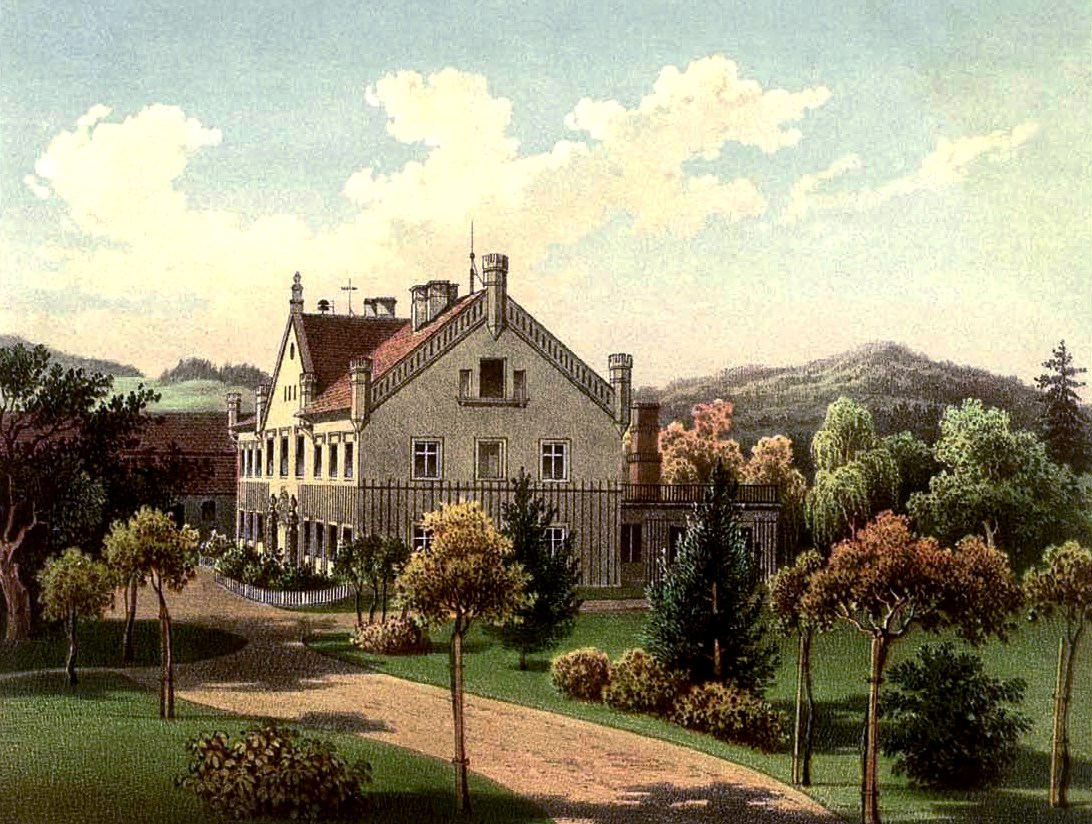
Manoir de Krausendorf (Collection Alexander Duncker) vers 1860

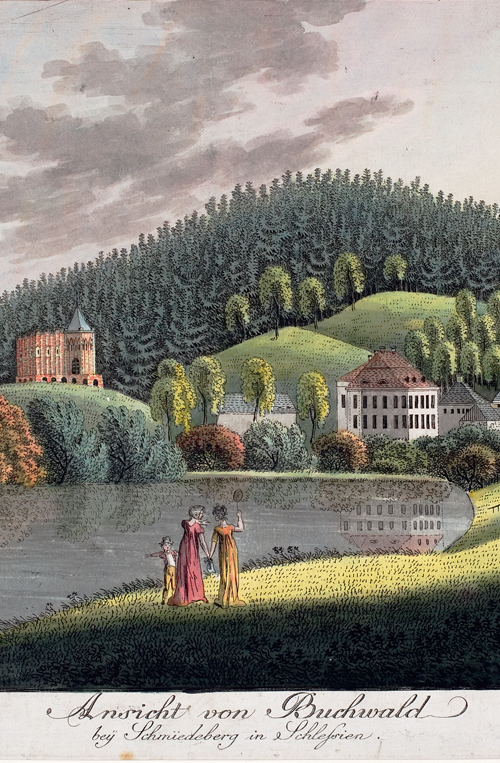
Buchwald près de Schmiedeberg

Après la conquête de la majeure partie de la Silésie par la Prusse en 1741, les structures administratives prussiennes sont introduites en Basse-Silésie par l'ordre du cabinet royal du 25 novembre 1741. Celles-ci comprennent la création de deux chambres de guerre et de domaine (de) à Breslau et Glogau ainsi que leur division en arrondissements et la nomination d' administrateurs d'arrondissement le 1er janvier 1742
Dans la principauté de Schweidnitz, l'une des sous-principautés silésiennes, les quatre arrondissements prussiens de Bolkenhain-Landeshut, Reichenbach, Schweinitz et Striegau sont formés à partir d'anciens faubourgs silésiens. Les quatre arrondissements sont subordonnés à la chambre de guerre et de domaine de Breslau jusqu'à ce qu'ils soient affectés au district de Reichenbach dans la province de Silésie au cours des réformes Stein-Hardenberg en 1815.
Le 1er janvier 1818, le gouvernement de Reichenbach divise l'arrondissement de Bolkenhain-Landeshut en deux arrondissements, Bolkenhain et Landeshut, qui correspondent aux anciennes faubourgs silésiens de Bolkenhain et Landeshut. Après la dissolution du district de Reichenbach, l'arrondissement de Landeshut est incorporé le 1er mai 1820 au district de Liegnitz.
La province de Silésie est dissoute le 8 novembre 1919. La nouvelle province de Basse-Silésie est formée à partir des districts de Breslau et Liegnitz. Le 30 septembre 1929, tous les districts de domaine de l'arrondissement de Landeshut sont dissous et attribués aux communes voisines conformément à l'évolution du reste de la Prusse.
Le 1er octobre 1932, les communes de Ketschdorf et Seitendorf de l'arrondissement de Goldberg-Haynau et les communes de Röhrsdorf (Monts des Géants) et Rothenzechau de l'arrondissement d'Hirschberg-des-Monts-des-Géants sont intégrées dans l'arrondissement de Landeshut. Dans le même temps, toutes les communes de l'arrondissement dissous de Bolkenhain sont intégrées dans l'arrondissement de Landeshut, mais elles sont à nouveau transférées le 1er octobre 1933, avec Ketschdorf et Seitendorf, à l'arrondissement de Jauer,.
Le 1er avril 1934, les communes de Gaablau, Liebersdorf et Rothenbach (de) en Silésie sont transférées de l'arrondissement de Landeshut à l'arrondissement de Waldenburg. Le 1er avril 1936, les communes de Merzdorf (Monts des Géants), Rudelstadt et Ruhbank sont transférées de l'arrondissement de Jauer à l'arrondissement de Landeshut. Par la suite, le nom de Landeshut-en-Silésie devient courant pour l'arrondissement, conformément au nom du chef-lieu. Le 1er avril 1938, les provinces prussiennes de Basse-Silésie et de Haute-Silésie sont réunies pour former la nouvelle province de Silésie. Le 18 janvier 1941, la province de Silésie est dissoute et la nouvelle province de Basse-Silésie est formée à partir des districts de Breslau et Liegnitz.
Au printemps 1945, l'arrondissement est occupé par l'Armée rouge. À l'été 1945, l'arrondissement est placé sous administration polonaise par les forces d'occupation soviétiques conformément à l'Accord de Potsdam (de).. L'afflux de civils polonais commence dans l'arrondissement, dont certains viennent des zones à l'est de la ligne Curzon qui sont tombées aux mains de l'Union soviétique. Dans la période qui suit, la majeure partie de la population allemande est expulsée de l'arrondissement.

## Évolution de la démographie
| Année | Habitants | Source |
| ----- | --------- | ------ |
| 1819  | 31 754    | [ 8 ]  |
| 1846  | 39 800    | [ 9 ]  |
| 1871  | 45 781    | [ 10 ] |
| 1885  | 48 583    | [ 11 ] |
| 1900  | 50 184    | [ 12 ] |
| 1910  | 52 555    | [ 12 ] |
| 1925  | 53 700    | [ 13 ] |
| 1939  | 47 353    | [ 13 ] |

## Administrateurs de l'arrondissement
- 1818–182700von Muzell-Stosch
- 1827–183500Antoine de Stolberg-Wernigerode
- 1835–183600von Berger
- 1836–184900von Thielau (de)
- 1849–185800Eberhard de Stolberg-Wernigerode
- 1858–187900Alfred von Klützow (de)
- 1881–188500Udo de Stolberg-Wernigerode
- 1885–189200Julius Leist
- 1892–190200Hans von Portatius
- 1902–191000Erich von Doetinchem de Rande
- 1910–191600Waldemar Moritz (de)
- 1916–191900Carl von Weiler (de)
- 1919–194500Otto Fiebrantz (de)

## Constitution communale
Depuis le XIXe siècle, l'arrondissement de Landeshut-en-Silésie est divisé en villes, en communes rurales et en districts de domaine. Avec l'introduction de la loi constitutionnelle prussienne sur les communes du 15 décembre 1933 ainsi que le code communal allemand du 30 janvier 1935, le principe du leader est appliqué au niveau municipal. Une nouvelle constitution d'arrondissement n'est plus créée; Les règlements de l'arrondissement pour les provinces de Prusse-Orientale et Occidentale, de Brandebourg, de Poméranie, de Silésie et de Saxe du 19 mars 1881 restent applicables.

## Communes
L'arrondissement de Landeshut comprend pour la dernière fois trois villes et 43 communes :
| - Albendorf - Alt Weißbach - Berthelsdorf - Blasdorf b. Liebau - Buchwald - Erlendorf - Görtelsdorf - Grüssau - Hartauforst - Hartmannsdorf - Haselbach - Johnsdorf - Kindelsdorf - Klein Hennersdorf - Krausendorf - Kunzendorf | - Landeshut-en-Silésie ville - Liebau-en-Silésie, ville - Lindenau - Merzdorf-des-Monts-des-Géants - Michelsdorf - Mittelkonradswaldau - Neu Weißbach - Neuen - Ober Zieder - Oppau - Petzelsdorf - Pfaffendorf - Reichhennersdorf - Reußendorf - Rohnau-des-Monts-des-Géants - Röhrsdorf-des-Monts-des-Géants | - Rothenzechau - Rudelstadt - Ruhbank - Schömberg, ville - Schreibendorf - Schwarzwaldau - Städtisch Dittersbach - Städtisch Hartau - Städtisch Hermsdorf - Tannengrund - Trautliebersdorf - Tschöpsdorf - Vogelsdorf - Wittgendorf |

Les incorporations suivantes ont lieu dans l'arrondissement en 1939:
- Eventhal-Moritzfelde, le 30 septembre 1928 à Pfaffendorf
- Forst, le 1er avril 1939 à Hartauforst
- Grüssauisch Dittersbach, le 1er janvier 1936 à Liebau
- Gruessauisch Hartau, le 1er avril 1939 à Hartauforst
- Leuthmannsdorf, le 1er avril 1929 à Kratzbach
- Nieder Blasdorf, le 30 septembre 1928 à Blasdorf b. Liebau
- Nieder Leppersdorf, 1903 à Landeshut
- Nieder Writing Village, le 3 avril 1913 à Schreibendorf
- Nieder Zieder, 1903 à Landeshut
- Ober Blasdorf, le 30 septembre 1928 à Blasdorf b. Liebau
- Ober Konradswaldau, le 1er avril 1939 à Mittelkonradswaldau
- Ober Leppersdorf, le 30 septembre 1928 à Landeshut
- Ober Schreibendorf, le 3 avril 1913 au Schreibendorf
- Ullersdorf (de), le 1er janvier 1936 à Liebau
- Vogelgesang, 1929 à Mittelkonradswaldau
- Voigtsdorf, le 1er avril 1931 à Schömberg

## Personnalités liés à l'arrondissement
- Conrad Ansorge (1862-1930), pianiste né à Buchwald.
- Felix Rachfahl (1867-1925), historien né à Schömberg.
- Karl Georg Wendriner (1885-1943, mort à New York), réalisateur, monteur et écrivain